# 吕德彬
吕德彬（1953年5月—2005年10月17日），男，汉族，河南鄢陵人，中华人民共和国政治人物，中国民主同盟盟员，曾任河南农业大学副教授、教授、博士生导师、农学院院长、副校长，河南省人民政府副省长，中国民主同盟中央委员会常务委员，中国民主同盟河南省委员会主任委员，第十届全国政协委员，河南省第十届人大代表。因委托新乡市原副市长尚玉和雇凶杀妻被判死刑。

## 早年
吕德彬出生于河南省鄢陵县大马乡义女村，家境贫寒，能吃苦，十几岁就做了村干部。1975年，以工农兵学员的身份进入河南农学院（今河南农业大学）读书。1981年，在著名小麦种植专家范濂教授（河南省人大常委会副主任、民盟盟员）的指导下获得硕士学位，留校任教。1982年，与自己的大学同学兼同事郭秀婵结婚。同年，获得前往美国堪萨斯州立大学学习的名额，成为中华人民共和国首批赴美留学生，但因为两国尚未建立学历学位互认机制，只能从硕士读起，郭秀婵前往陪读。1988年，吕德彬获得博士学位，婉拒了多家外企和名校的邀请，回到河南农业大学任教。
吕德彬与郭秀婵育有一女吕娜。吕德彬极其看重家族亲情，经常把卧病在床的父亲和老家的其他亲戚接到郑州居住，要求妻子无微不至地照顾公公，但工作和家庭的双重压力让郭秀婵心力交瘁，二人经常为此发生矛盾。吕生性易怒，受不得委屈，经常向同事们抱怨郭秀婵对家人如何不好，闹得人尽皆知。1997年，二人的矛盾发展到不可调和的地步，最终离婚。

## 雇凶杀妻案

### 缘由
经历了一次失败婚姻的吕德彬认为，城市女性长得漂亮、有工作、有文化，愿意做贤妻良母，却不愿意做孝顺媳妇，所以应该找长得丑、没文化、愿意照顾公公的农村女子结婚。1998年，农村女子陈俊红在友人的介绍下与吕德彬相识。陈俊红比吕德彬小14岁，出身农村，小学文化，相貌平平，体格强壮，吕德彬娶她为妻主要是为了照顾瘫痪在床的父亲，基本上是按照保姆的标准来选的。吕父对陈俊红的照料十分满意，经常夸赞她就像亲女儿一样，同意二人结婚。1999年，吕德彬和陈俊红正式结婚。2000年，陈俊红生下一子，小名“圆圆”。同年年底，吕父去世。2002年，吕德彬当选河南省副省长，分管农林水利等工作。2003年，当选民盟河南省委主委。同年，吕德彬为陈俊红在河南农大资料室联系了一份工作。
尽管吕德彬在仕途上春风得意，但巨大的文化差异导致夫妇二人难以沟通，经常吵架。原本待人谦和有礼的陈俊红有了公职人员身份，搬进了省委家属院后，开始变得忘乎所以，经常对身边的工作人员向对家奴一样发号施令，对丈夫也经常非打即骂。2003至2004年，陈俊红多次抓到丈夫与新乡市某林业部门负责人的妹妹张某有不正当关系，不仅闹到了省政府办公楼前，还曾用水果刀在省委家属院追刺丈夫，刺伤了后者的腰部和下身，险些伤到生殖器官。夫妻二人的矛盾在河南省委省政府几乎人尽皆知。吕德彬有心与妻子离婚，但遭到后者威胁。吕德彬当时只有51岁，还有提升的空间，丑事一旦曝光将影响仕途，因而十分苦恼。
2004年，时任新乡市副市长尚玉和曾长期在河南省农业厅任职，在新乡也一度分管农业，有一定的专业能力，但因为没有本科学历，不能得到提拔。2001年，他为了考取河南农业大学的农业推广专业硕士，不惜雇用枪手替考，但被发现。2002年顺利考入河南农大，但也要到2005年7月才能毕业，恰逢河南省要成立新的经济组织，需要用人，遂打算通过攀附上级领导实现升迁，而他2000年担任河南省农业厅计财处处长期间，曾受到时任河南农大副校长吕德彬的知遇之恩。6月15日，尚玉和以汇报工作的名义，请曾有过短暂交集的吕德彬吃饭，希望求得升职的机会。席间，吕德彬向尚说起了家庭问题，尚在之后多次给吕打电话，关心他的生活。虽然吕德彬没能帮助尚玉和调动工作，但二人建立起了密切的联系。10月，吕德彬的哥哥带着妻子和儿子来郑州拜访，请求吕德彬为儿子介绍工作，陈俊红对吕兄一家态度冷淡，不同意吕兄一家三口在家中借住，夫妇二人再次发生争吵。次日，吕德彬在与尚玉和一起吃饭时说：“与其与这样的悍妇过一辈子，倒不如找几个人把她打残算了，我情愿一辈子养着她。”尚玉和投其所好，主动提出帮吕德彬解决麻烦，二人一拍即合。
2005年初，陈俊红考取了驾驶执照，想要买车，却遭到丈夫的拒绝，二人矛盾进一步激化。吕德彬指示尚玉和尽快动手。吕德彬提出，可以用制造车祸或者旅游时将陈推下山崖，但尚玉和认为这样做风险太大，作案后很难逃脱，提出入室杀人或以给陈买车的名义伺机将其杀害。为此，吕德彬为尚玉和配了家中的钥匙，想要找机会把保姆支开，但保姆始终不离左右，只好选择后一个方案。

### 行凶
2005年5月，尚玉和与同谋张松雪（时任新乡某生态农业公司副经理）、徐小桐（张松雪的唐河老乡，无业游民）制定了多个杀害陈俊红的方案。四名同谋都购买了新的手机卡，以便躲避侦查。6月7日，在北京开会的吕德彬对妻子没有完全死心，发短信提出求和，却遭到后者严词拒绝。彻底死心的吕德彬给尚玉和打电话，要求赶紧动手。尚玉和以有人给陈俊红买车的名义，邀请陈俊红次日去看车，陈俊红欣然答允。尚玉和交给张松雪和徐小彤15万元（其中吕德彬提供5万元）报酬，对陈俊红诈称为购车款，骗取陈的信任。6月8日上午，张松雪用新买的电话卡约陈俊红见面，驾驶一辆帕萨特轿车去接后者去看车。与陈俊红一同坐在后排的徐小桐伺机猛掐陈的颈部使其昏迷，又用仿64式手枪反复击打其头部致死。张松雪下车返回新乡，徐小桐把陈俊红的尸体放入汽车后备厢中，驾车回到老家唐河县。当晚，徐小桐用刀将陈俊红的尸体肢解，装入编织袋内，并压上巨石沉入南阳虎山水库内。
6月8日下午，尚玉和授意张松雪用新买的电话卡给吕德彬发勒索短信，制造陈俊红被人绑架的假象。收到短信的吕德彬知道陈俊红已死，命手下人报警。

### 侦破、审判、伏法
郑州市警方接到报案后十分重视，成立“6·8大案专案组”，并将案情层层上报。时任河南省副省长、省公安厅厅长秦玉海作出批示，要求全力侦破，中央政法委领导也作出指示。公安机关在调查过程中发现，两名杀手与尚玉和都曾用平时常用的手机号与吕德彬夫妇联系，遂以此为突破口，将张松雪、徐小桐、尚玉和捉拿归案，并将吕德彬从北京拘传回郑州。警方在虎山水库水底打捞出了陈俊红的尸体。四名嫌疑人供认了杀人的事实。
河南省第十届人大常委会第十七次会议决定，“因涉嫌现行刑事犯罪”，依法撤销吕德彬省政府副省长职务，依法罢免并终止其省人大代表资格。2005年6月15日，检察机关依法批准对其实施逮捕。此前，监察部对吕德彬的违纪问题已立案调查。6月24日，民盟中央主席会议决定撤销吕德彬民盟中央委员、常务委员职务，开除盟籍。7月8日，全国政协第十届常委会第十次会议决定撤销吕德彬的全国政协委员资格。
2005年7月22日，郑州市中级人民法院开庭审理吕德彬、尚玉和、张松雪、徐小桐故意杀人及尚玉和贪污案，被害人家属同时提起附带民事诉讼。吕德彬被起诉的罪名没有经济犯罪，陈俊红手握吕德彬受贿证据的说法并不属实或不完全属实。一名参加庭审的知情人士表示，雇凶杀人的15万元报酬中，吕德彬只拿出了5万，对于一名副省级干部来说确实不多，他应该确实没有太多钱。庭审现场，吕德彬痛哭流涕，声称尚玉和才是主谋，自己并没有想要杀死陈俊红。张松雪和徐小桐供认，这不是尚玉和首次雇凶杀人：2004年底开始，即策划杀害陈俊红的同一时期，尚玉和企图杀害时任新乡市委常委、常务副市长范某并取而代之，曾经考虑过枪击、爆炸等多个方案；2005年5月，尚玉和命张、徐二人在范的车上安装爆炸装置，但因车辆颠簸，装置损坏，杀人计划流产。9月30日，郑州市中院一审判处四名被告人死刑。吕德彬是中华人民共和国成立以来首个被控犯杀人罪的省部级官员，也是最高级别的官员。吕德彬听到判决后情绪崩溃，拒绝戴上手铐和脚镣，四被告当庭提出上诉。河南省高级人民法院二审驳回上诉，维持原判。10月17日，经河南省高级人民法院核准，郑州市中院对吕德彬等四人执行了注射死刑。吕的前妻郭秀婵误以为是17日进行二审宣判，直到当天早晨才知道是执行死刑，忙让在北京上学的女儿赶回郑州，但吕的遗体已被火化，母女二人只见到了他的骨灰。吕德彬在临刑前只与自己的妹妹和儿子进行了两分钟的会见。

## 相关作品
- 夫省. . 珠海出版社. 2010-07  [2022-01-13]. ISBN 9787545303278. （原始内容存档于2022-01-15）.